# Фокс (протока)
Фокс (англ. Foxe Channel) — протока в Канаді, між островами Баффінова Земля на сході та островом Саутгемптон на заході.
Протока сполучає затоку Фокс на півночі із Гудзоновою протокою на південному сході.
Довжина становить 322 км, ширина — 145 км. Максимальна глибина протоки становить 352 м.